# راديكا ناير
 راديكا ناير  (مواليد 04 يونيو 1992) عارضة أزياء هندية، أول عارضة أزياء هندية يسير في عرض ديمنا غافزاليا صيف وربيع بالانسياغا 2017 في باريس.